# Halberstädter Straße 157

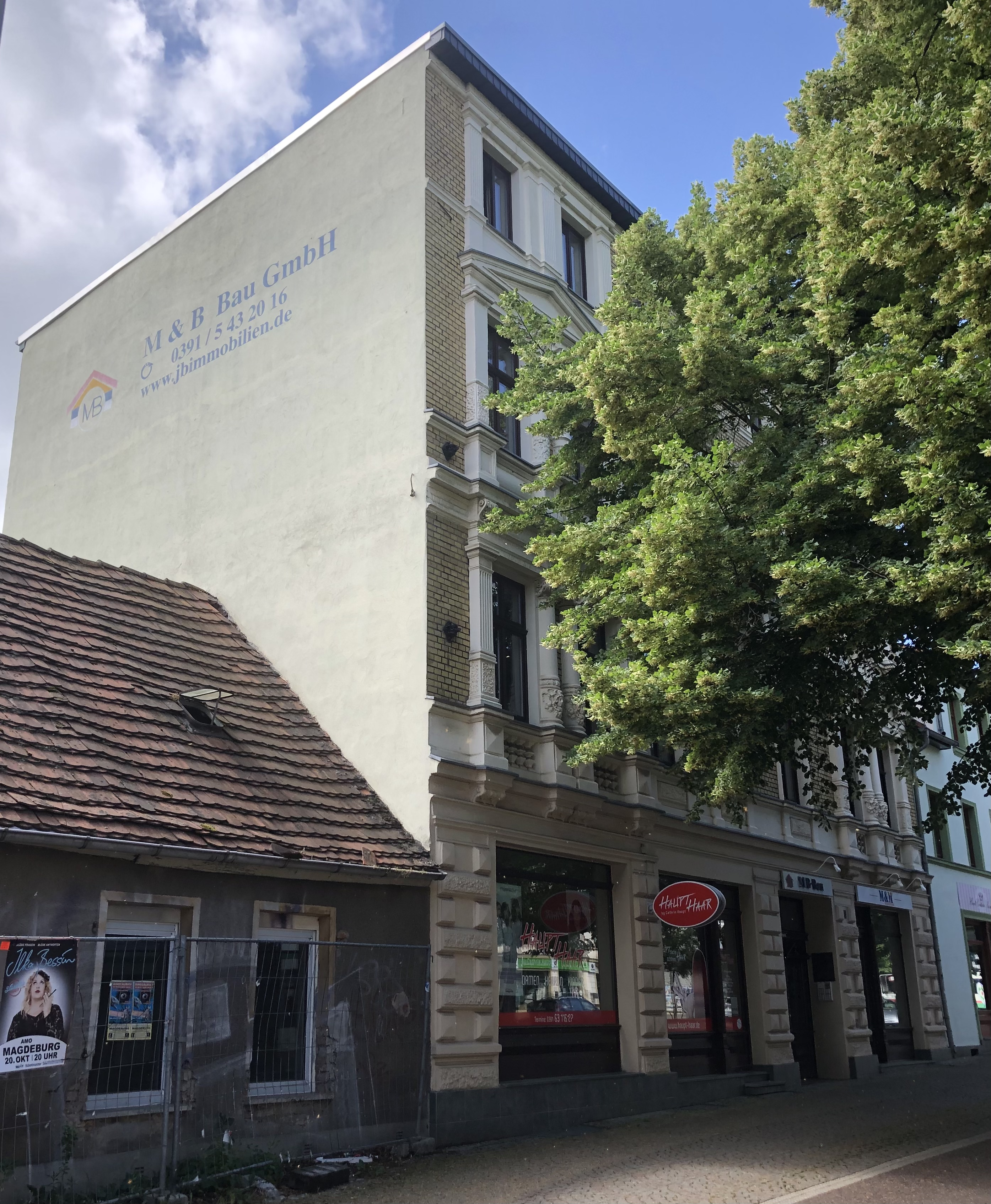
Haus Halberstädter Straße 157 im Jahr 2021

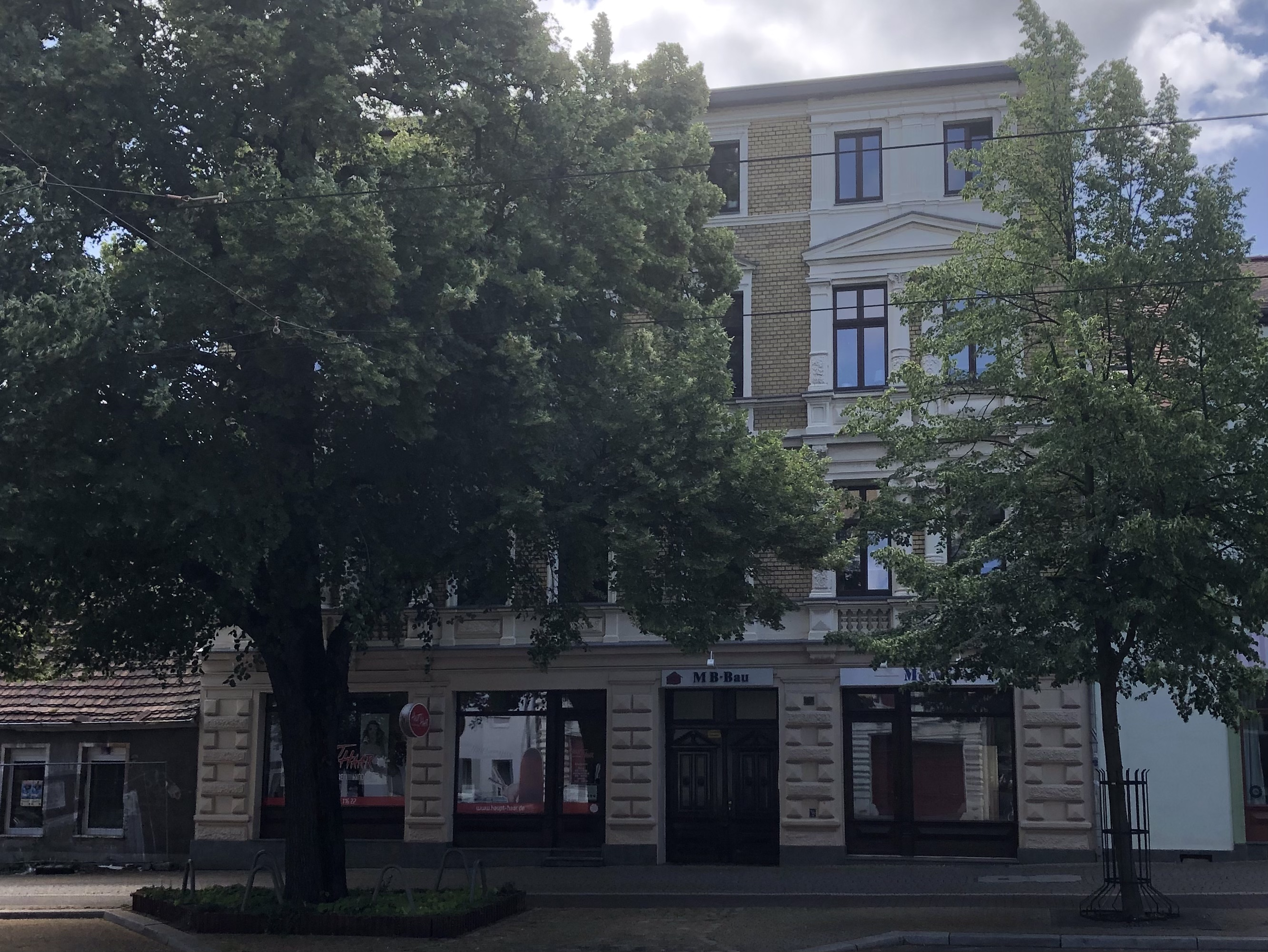
Blick von Norden

Das Gebäude Halberstädter Straße 157 ist ein denkmalgeschütztes Wohn- und Geschäftshaus in Magdeburg in Sachsen-Anhalt.

## Lage
Es befindet sich auf der Südseite der Halberstädter Straße im Magdeburger Stadtteil Sudenburg.

## Architektur und Geschichte
In der Zeit um 1860 hatte auf dem Grundstück Bäckermeister Oertel sein Geschäft. Außerdem betrieb er hier eine Kornniederlage. 1877 wurde ein Gewächshaus im Garten des Anwesens errichtet. Oertel hatte hier ein eingeschossiges Wohngebäude, das 1884 durch Bäckermeister Louis Ehrecke abgerissen und durch das noch heute erhaltene viergeschossige Gebäude ersetzt wurde.
Die siebenachsige Fassade des aus Ziegeln errichteten Gebäudes ist im Stil des Neobarocks gestaltet. Am Erdgeschoss befindet sich eine Rustizierung. In der dritten Achse von rechts ist der Hauseingang angeordnet. Jeweils die beiden äußeren Achsen sind im ersten und zweiten Obergeschoss durch eine venezianische Säulenordnung mit Schaftsockel geprägt. Darüber hinaus bestehen im ersten Obergeschoss Vasenbaluster. Oberhalb des zweiten Obergeschosses sind die äußeren Achsen durch einen Dreiecksgiebel überspannt. Die horizontale Fassadengliederung erfolgt mittels profilierter Gesimse. Bedeckt ist das Haus mit einem Flachdach.
Im Jahr 1912 wurde im rückwärtigen Teil des Grundstücks ein weiter Garten mit mehreren Lauben geschaffen. Im Ladengeschäft waren über lange Zeiträume jeweils Bäcker ansässig. Von 1920 bis 1929 befand sich dort ein Geschäft für Fotografien. in der Zeit um 1930 wurden Konfitüren verkauft.
Im örtlichen Denkmalverzeichnis ist das Wohn- und Geschäftshaus unter der Erfassungsnummer 094 81995 als Baudenkmal verzeichnet.
Das Gebäude gilt als städtebaulich bedeutend und wird als Zeugnis für die gründerzeitliche Bebauung Sudenburgs.